# Thỏa thuận phân chia sản phẩm
Thỏa thuận phân chia sản phẩm (PSA) là một loại hợp đồng phổ biến được ký kết giữa chính phủ và công ty khai thác tài nguyên (hoặc một nhóm các công ty) chú trọng đến sản lượng tài nguyên (thường là dầu mỏ) được khai thác từ quốc gia này.
PSA được ký đầu tiên ở Bolivia vào đầu thập niên 1950, mặc dù việc thực hiện hợp thỏa thuận đầu tiên này tại Indonesia vào thập niên 1960. Ngày nay thỏa thuận này thường được sử dụng ở Trung Đông và Trung Á. Trong PSA Chính phủ cho phép các công ty dầu khí tiến hành các hoạt động thăm dò và khai thác dầu khí. Công ty dầu khí tự chịu trách nhiêm về các rủi ro tài chính và khoáng sản từ giai đoạn đầu tư, thăm dò, khai thác mỏ. Khi thành công, công ty được phép sử dụng tiền từ hoạt động khai thác dầu để trang trải chi phí dầu tư và vận hành. Phần tiền còn lại gọi là "lợi nhuận" được phân chia cho chính phủ và công ty, thông thường tỷ lệ này khoảng 80% cho Chính phủ và 20% cho công ty tùy theo quy định của mỗi quốc gia. Trong một số PSA, sư biến động giá dầu thế giới hoặc công suất khai thác có thể ảnh hưởng đến sản lượng phân chia của công ty.
PSA có thể mang lại lợi nhuận cho các quốc gia thiếu chuyên môn hoặc tiền đầu tư cho việc khai thác tài nguyên của họ và mong muốn thu hút các công ty nước ngoài làm việc đó. Các hợp đồng này có thể mang lại nhiều lợi nhuận cho các công ty dầu tham gia vào đó nhưng cũng không kém những rủi ro.
Sau khi Mỹ và đồng minh tiến hành chuộc chiến chống Iraq, các công ty phương Tây không những được đặc quyền khai thác lâu dài, mà còn được hưởng tỷ lệ phân chia lợi nhuận rất đáng kể. Ngoài các khoản chi phí cho việc khoan dầu đang được thu hồi thì các công ty dầu lửa được hưởng từ 60% đến 70% lợi nhuận, trong khi bình thường chỉ là 40%. Sau khi thu hồi được vốn, các tập đoàn dầu lửa của Mỹ và phương Tây lại tiếp tục được quyền ăn chia khoản lợi nhuận ổn định với con số không dưới 20%. Theo Trung tâm nghiên cứu năng lượng toàn cầu, 20% lợi nhuận mà các thành viên nước ngoài được hưởng sau khi đã thu hồi vốn là một khoản tiền cực lớn bởi vì tại các nước khác mức chuẩn là 10%.